# Lac Onatchiway
Pour les articles homonymes, voir Onatchiway.
Le Lac Onatchiway est un réservoir naturel québécois dans le territoire Mont-Valin, au Saguenay-Lac-Saint-Jean (Québec), au Canada. Il est situé à 33 km environ au nord de Saint-David de Falardeau et environ une trentaine de chalets se le partagent.
La foresterie constitue la principale activité économique du secteur. Les activités récréotouristiques arrivent en second. Ce lac constitue la limite Est de la zec du Lac-de-la-Boiteuse.
La route forestière R0253 remonte vers le Nord en empruntant la vallée de la rivière Shipshaw en passant du côté Ouest du Lac Onatchiway. Cette route est particulièrement utile pour les besoins de la foresterie et des activités récréotouristiques,,.
La surface du Lac La Mothe est habituellement gelée de la fin novembre au début avril, toutefois la circulation sécuritaire sur la glace se fait généralement de la mi-décembre à la fin mars.

## Géographie
Le territoire où se trouve le lac a été arpenté pour la première fois en 1889. Un ouvrage nommé Barrage Onatchiway a été construit à la décharge du lac principal, provoquant un reflux des eaux qui a élargi la partie sud du lac. Le paysage se présente comme une succession de crêtes et de roches nues, ce qui a été accentué à certains endroits par un déboisement il y a plusieurs décennies. Ces étendues d'eau ont alors largement servi au transport des travailleurs forestiers chargés de convoyer les billes jusqu'au Saguenay.
Les principaux bassins versants voisins du lac Onatchiway sont :
- côté Nord : rivière Shipshaw, réservoir Pipmuacan, rivière Onatchiway ;
- Côté Est : rivière Onatchiway, rivière de la Tête Blanche, ruisseau Rough, rivière Beauséjour ;
- côté Sud : rivière Shipshaw, ruisseau Beaussac, Bras du Nord, rivière Nisipi, lac La Mothe ;
- côté Ouest : rivière Péribonka, rivière Alex, lac Alex, lac aux Grandes Pointes, rivière Brûlée (rivière Péribonka)[1].

Le lac Onatchiway est situé entièrement en milieu forestier dans le territoire non organisé de Mont-Valin. Il est enclavé entre les montagnes dont les principaux sommets atteignent 713 m à l’Est, 636 m à l’Ouest et 643 m au Nord.
L’embouchure du Lac Onatchiway est localisée au barrage Onatchiway, soit à :
- 24,4 km à l’Est de la rivière Péribonka ;
- 49,0 km au Sud-Est du barrage à l’embouchure du lac Pamouscachiou (réservoir Pipmuacan) ;
- 127,7 km au Nord-Ouest de l’embouchure de la rivière Saguenay ;
- 59,5 km au Nord-Est du centre-ville de Alma (Québec) ;
- 50,9 km au Nord de l’embouchure de la rivière Shipshaw[1].

À partir du barrage à l’embouchure du Lac Onatchiway, le courant descend la rivière Shipshaw vers le Sud, traverse le lac La Mothe avant de se déverser sur la rive Nord de la rivière Saguenay.

## Toponymie
Un camp forestier, adjacent au barrage, est désigné sous le nom de Dépôt-Onatchiway. On y retrouve certains constructions permanentes et un relais de motoneige.
L'appellation serait une déformation du mot montagnais "unatshishineu" qui ferait allusion à la tromperie, à la duperie, au stratagème. Selon la tradition orale, les Montagnais y auraient échappé à une poursuite iroquoise en bernant leurs ennemis par quelque stratagème amusant.